# Zemljane piramide kod Miljevine
Zemljane piramide (ili pješčane piramide) su specijalni prirodni rezervat kod Miljevine kod Foče. Nalaze se 9 kilometara od Foče uz stari put ka Sarajevu u mjestu Daničići na lokaciji Šljivovice. Piramide su izgrađene od pjeskovite gline djelovanjem erozije tako što je odnošen sitniji materijal dok su ostali blokovi čvršćih stijena koji čine različite oblike nalik piramidama. Sličan prirodni fenomen javlja se u Đavoljoj varoši u Srbiji, Grand Canyonu u SAD, kao i drugdje u svijetu.
Na ovoj lokaciji snimani su filmovi Kapetan Leši i Winnetou.

## Vanjske poveznice
|  | Zajednički poslužitelj ima još gradiva o temi Zemljane piramide kod Miljevine |